# Olympische Sommerspiele 2012/Teilnehmer (Vanuatu)
| Gelbes Symbol für Goldmedaillen mit stilisierten Olympischen Ringen | Graues Symbol für Silbermedaillen mit stilisierten Olympischen Ringen | Braundes Symbol für Bronzemedaillen mit stilisierten Olympischen Ringen |
| ------------------------------------------------------------------- | --------------------------------------------------------------------- | ----------------------------------------------------------------------- |
| —                                                                   | —                                                                     | —                                                                       |

Vanuatu nahm in London an den Olympischen Spielen 2012 teil. Es war die insgesamt siebte Teilnahme an Olympischen Sommerspielen. Die Vanuatu Association of Sports and National Olympic Committee nominierte fünf Athleten in drei Sportarten.

## Teilnehmer nach Sportart

### Judo
| Männer             |                    |                    |         |               |               |               |               |               |               |               |               |               |               |               |               |    |
| Nazario Fiakaifonu | Klasse über 100 kg | Marius Paškevičius | 000-100 | ausgeschieden | ausgeschieden | ausgeschieden | ausgeschieden | ausgeschieden | ausgeschieden | ausgeschieden | ausgeschieden | ausgeschieden | ausgeschieden | ausgeschieden | ausgeschieden | 17 |

### Leichtathletik
Laufen und Gehen
| Athleten      | Wettbewerb | Vorlauf     | Vorlauf | Halbfinale    | Halbfinale    | Finale        | Finale        | Rang |
| Athleten      | Wettbewerb | Zeit        | Rang    | Zeit          | Rang          | Zeit          | Rang          | Rang |
| ------------- | ---------- | ----------- | ------- | ------------- | ------------- | ------------- | ------------- | ---- |
| Frauen        |            |             |         |               |               |               |               |      |
| Janice Alatoa | 100 m      | 13,60 s     | 7       | ausgeschieden | ausgeschieden | ausgeschieden | ausgeschieden | 28   |
| Männer        |            |             |         |               |               |               |               |      |
| Arnold Sorina | 800 m      | 1:54,29 min | 8       | ausgeschieden | ausgeschieden | ausgeschieden | ausgeschieden | 47   |

### Tischtennis
| Athleten     | Wettbewerb | Vorrunde     | Vorrunde | 1. Runde      | 1. Runde      | 2. Runde      | 2. Runde      | 3. Runde      | 3. Runde      | 4. Runde      | 4. Runde      | Viertelfinale | Viertelfinale | Halbfinale    | Halbfinale    | Finale        | Finale        | Rang |
| Athleten     | Wettbewerb | Gegner       | Ergebnis | Gegner        | Ergebnis      | Gegner        | Ergebnis      | Gegner        | Ergebnis      | Gegner        | Ergebnis      | Gegner        | Ergebnis      | Gegner        | Ergebnis      | Gegner        | Ergebnis      | Rang |
| ------------ | ---------- | ------------ | -------- | ------------- | ------------- | ------------- | ------------- | ------------- | ------------- | ------------- | ------------- | ------------- | ------------- | ------------- | ------------- | ------------- | ------------- | ---- |
| Frauen       |            |              |          |               |               |               |               |               |               |               |               |               |               |               |               |               |               |      |
| Anolyn Lulu  | Einzel     | Lígia Silva  | 0:4      | ausgeschieden | ausgeschieden | ausgeschieden | ausgeschieden | ausgeschieden | ausgeschieden | ausgeschieden | ausgeschieden | ausgeschieden | ausgeschieden | ausgeschieden | ausgeschieden | ausgeschieden | ausgeschieden | 65   |
| Männer       |            |              |          |               |               |               |               |               |               |               |               |               |               |               |               |               |               |      |
| Yoshua Shing | Einzel     | Andy Pereira | 0:4      | ausgeschieden | ausgeschieden | ausgeschieden | ausgeschieden | ausgeschieden | ausgeschieden | ausgeschieden | ausgeschieden | ausgeschieden | ausgeschieden | ausgeschieden | ausgeschieden | ausgeschieden | ausgeschieden | 65   |